# Peabody Institute of the Johns Hopkins University

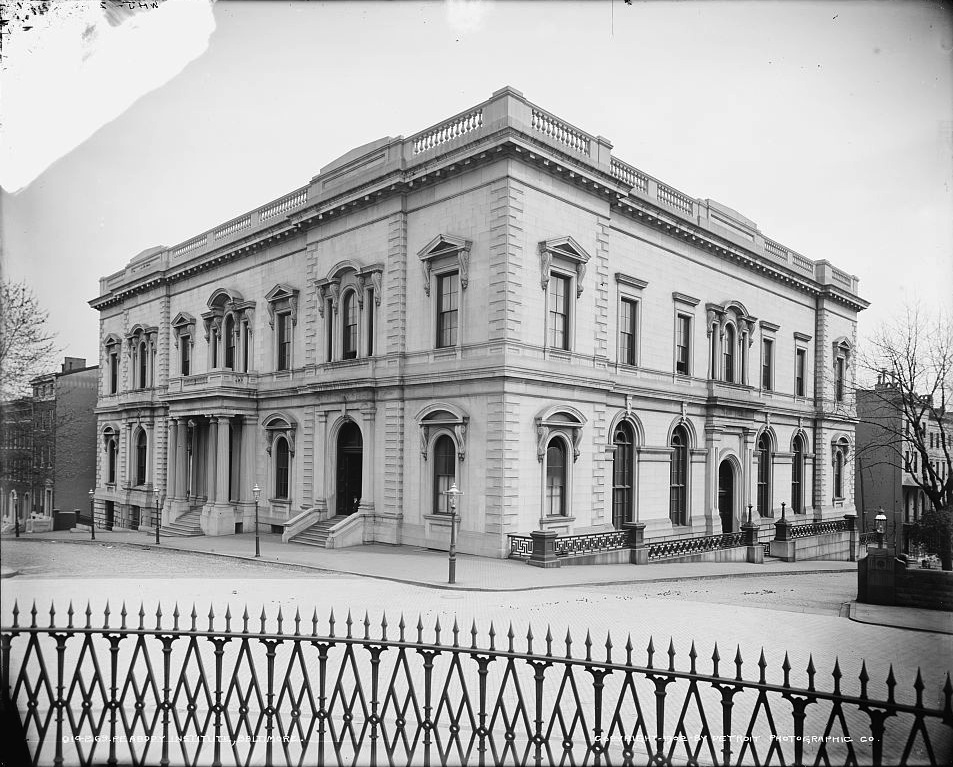
Peabody Institute in Baltimore (Maryland), ca. 1902

Het Peabody Institute of the Johns Hopkins University is een conservatorium in Baltimore (Maryland) in de Verenigde Staten, dat in 1857 door de filantroop George Peabody (1795-1869) werd opgericht. Het was de eerste academie voor muziek in de Verenigde Staten. Van een lokaal georiënteerd instituut groeide het uit tot een internationaal gerenommeerd conservatorium voor muziek. Samen met de Peabody bibliotheek is het later opgegaan als instituut van de Johns Hopkins Universiteit. Het instituut is gevestigd aan de Mount Vernon Place in het centrum van de stad.
Het Peabody instituut is een van 156 universiteiten en conservatoria in de Verenigde Staten waar een doctoraalstudie mogelijk is. Tot het conservatorium behoren twee grote bibliotheken, namelijk de George Peabody Library en de Arthur Friedheim Library die in 1866 opgericht werden. Het zijn muziekbibliotheken met meer dan 100.000 boeken, partituren en platen- en cd-opnamen.
In 2007 werden circa 600 studenten uit 46 staten en 22 landen opgeleid.
Het conservatorium is ingedeeld in navolgende afdelingen:
- Kamermuziek
  - Vroege muziek
- Compositie
  - Computermuziek
- Ensembles en orkest-/HaFa-/koordirectie
  - Ensembles
  - orkest-/HaFa-/koordirectie
- Gitaar
- Jazz
- Toetseninstrumenten
  - Ensemble kunst
  - klavecimbel
  - piano
- Opera
- Orkestinstrumenten en orgel
  - houtblazers
  - koperblazers
  - harp
  - slagwerk, pauken en marimba
  - orgel
- Strijkinstrumenten
- Zang
  - Vocaal coaching en repertoire studies
- Humaniora
  - taal
  - bibliotheek
- Musicologie
- muziektheorie
- Professionele Studies
  - Muziekpedagogiek
  - Recording Arts
  - Pedagogiek

## Bekende professoren en studenten
- Tori Amos - Amerikaans pianiste en zangeres.
- Dominick Argento - componist[1]
- Manuel Barrueco - gerenommeerd gitarist
- Elliott Carter - componist
- Richard Cassilly - tenor, bekende Wagner interpreet.
- Martha Clarke - choreograaf en directeur
- Virgil Fox - organist.[2]
- James Allen Gähres - dirigent en pianist
- Philip Glass - componist
- Asger Hamerik - Deens componist, directeur van 1871 tot 1895
- Michael Hersch - componist en pianist
- Dick Katz - jazzpianist
- Ellis Larkins - De eerste Afrikaanse Amerikaan, die aan het Peabody instituut ging studeren.[3]
- Carolyn Long - operazangeres
- Nicholas Maw - Brits componist
- James Morris - bariton, bekend Wagner interpreet
- Tommy Newsom - saxofonist[4]

- Awadagin Pratt - concertpianist en violist
- Thomas L. Read - componist, dirigent en violist
- Douglas Richard - componist en dirigent
- William A. Schroeder - professor
- Jeffrey Sharkey - directeur van 2006 -
- Charles W. Smith - componist en fluitist
- Lillian Smith - auteur en sociaal-criticus[5]
- James Sochinski - componist, dirigent en trombonist
- William Grant Still - componist
- Paul M. Stouffer - componist en dirigent
- Alan Stout - componist en muziekpedagoog
- Christopher Theofanidis - componist en docent
- Andre Watts - pianist en professor aan de Indiana University Jacobs School of Music.
- Judith Lang Zaimont - componiste
- Charles A. Zimmerman - componist